# Arteră gastrică stângă
Artera gastrică stângă apare din artera celiacă și se întinde de-a lungul porțiunii superioare a curburii mai mici a stomacului . Ramurile alimentează și esofagul inferior. Artera gastrică stângă se anastomozează cu artera gastrică dreaptă, care merge de la dreapta la stânga.

## Semnificația clinică
În ceea ce privește boala, artera gastrică stângă poate fi implicată în boala ulcerului peptic: dacă un ulcer se erodează prin mucoasa stomacală într-o ramură a arterei, aceasta poate provoca pierderi masive de sânge în stomac, ceea ce poate duce la simptome precum hematemeza. sau melaena.

## Imagini suplimentare
|  |  |  |
|  |  |  |